# SN 2009ks
SN 2009ks – supernowa typu Ia odkryta 22 września 2009 roku w galaktyce A221548+0111. W momencie odkrycia miała maksymalną jasność 21,10m.